# Miroljub Damjanović
Miroljub Damjanović (in serbo Мирољуб Дамјановић?; Leskovac, 25 novembre 1950) è un ex cestista jugoslavo.

## Carriera
Con la Jugoslavia ha disputato i Giochi olimpici di Monaco 1972.